# Henry Nock
Henry Nock (* 1741 in Tipton; † 1804 in London) war ein britischer Büchsenmacher.
Von 1771 bis 1804 war Nock Waffenlieferant des Board of Ordnance, der Behörde für Waffen und Ausrüstung der britischen Streitkräfte, von 1777 bis 1803 belieferte er auch die East India Company. Er fertigte Waffenteile und komplette Handfeuerwaffen, von kleinen Pistolen bis zu schweren Wallbüchsen. Dabei gilt Nock als Wegbereiter der industriellen Massenproduktion. Auch setzten seine Werkstätten viele Waffen instand. Außer Militärwaffen fertigte er Zivilwaffen wie Jagdbüchsen oder Duellpistolen. Nocks Unternehmen wurde von seinen Nachfolgern weitergeführt und entwickelte sich zu Wilkinson Sword.

## Leben
Nock wurde im Jahre 1741 in Tipton geboren und am 17. Mai getauft. Er war der erstgeborene Sohn von Ann und Thomas Nock, einem Lebensmittelhändler. Nock hatte elf Geschwister, sein 1754 geborener Bruder Richard wurde später ebenfalls Büchsenmacher. Über die frühen Jahre von Nock ist kaum etwas bekannt. Es wird angenommen, dass er in Tipton oder Umgebung eine Büchsenmacherlehre absolviert und in Birmingham gearbeitet hat.
Im Jahre 1768 mietete Nock eine Werkstatt in der Elm Street im Londoner Stadtteil Holborn. Nock schlug dem Board of Ordnance ein verbessertes Musketenschloss vor, doch im November 1770 wies die Behörde den Vorschlag ab. Als Nächstes ist bekannt, dass Nock im Jahre 1772 ein Geschäft für Waffenschlösser in Mount Pleasant im Stadtbezirk London Borough of Islington eröffnete.
Im April 1775 ging er eine Partnerschaft mit William Jover und John Green ein. Da Nock in der Company of Gunmakers, dem Berufsverband der Büchsenmacher, noch nicht etabliert war, erhoffte er sich durch Jover, der dort Master war, bessere Chancen. Die Partnerschaft Nock, Jover & Co. vertrieb Waffen mit dem von Nock patentierten (English Patent No. 1095) Schloss, am Standort im Stadtbezirk City of Westminster, in 83 Long Acre Street. In diesem Jahr begann der Amerikanische Unabhängigkeitskrieg und die Gelegenheit für Waffenproduzenten stand günstig. Das Unternehmen fertigte sowohl Waffen mit umhüllten wie auch konventionellen Schloss. 1776 kam ein Vertrag mit der East India Company über 60 Hinterlader nach dem Muster der Ferguson-Büchse zustande. Die Partnerschaft mit Jover hielt bis in das Jahr 1777, danach gingen die beiden Büchsenmacher wieder getrennte Wege. Möglicherweise aufgrund des fehlgeschlagenen Unternehmens wandte sich Nock dem militärischen Markt zu. Mit dem Board of Ordnance schloss er 1777 einen Vertrag über die Lieferung von Bajonetten.
Im Jahr 1778 bestand eine kurzlebige Partnerschaft mit den Birminghamer Büchsenmachern Samuel John Galton, Benjamin Willets und Thomas Blakemore über die Produktion von Waffenschlössern. Auch wenn das Unternehmen nicht erfolgreich war, so war es die Keimzelle der Jahrzehnte später gegründeten Birmingham Small Arms Company.
Um 1779 zog Nock nach Whitechapel und 1784 nach Ludgate Hill. Mit der Zeit baute er mehrere Produktionsstätten und einen Schießplatz im Londoner Stadtgebiet auf.
1783 wurde Charles Lennox, 3. Duke of Richmond Generalfeldzeugmeister und förderte Nock. Die beiden Männer arbeiteten an innovativen Konzepten für Handfeuerwaffen. 1789 wurde Nock zum Büchsenmacher des Königs Georg III. ernannt.
Nock war aktiv in der Gunmakers Company, dem Berufsverband der Büchsenmacher. 1781 fertigte Nock einen Satz Lehren für das Beschussamt der Gunmakers Company. 1784 wurde er zum Mitglied im Range eines Freemans, im Jahre 1795 zum vollständigen Mitglied im Range eines Liverymans ernannt. Nock stieg in der Hierarchie auf und wurde 1802 Master.
Um 1800 machte Nocks Neffe Samuel Nock eine Ausbildung bei seinem Onkel und wurde später ebenfalls Büchsenmacher. Auch der Büchsenmacher Ezekiel Baker, bekannt für die Baker Rifle, arbeitete einst für Nock.
Als Nock mit 63 Jahren auf dem Höhepunkt seiner Karriere starb, war er finanziell besser aufgestellt als viele seiner Büchsenmacher-Zeitgenossen. Er verfügte, dass das Unternehmen für 6 Monate zugunsten der Mitarbeiter laufen solle. James Wilkinson, sein engster Mitarbeiter, führte das Geschäft weiter. James Wilkinson heiratete 1792 Ann Jones, die wahrscheinlich Nocks Stieftochter war. Als 1819 Henry Wilkinson, der Sohn von James, in das Unternehmen einstieg, wurde es in James Wilkinson & Son umbenannt. Der Schwerpunkt des Unternehmens verschob sich in den Jahren immer mehr in Richtung Klingen und daher erfolgte 1889 ein erneuter Namenswechsel zu Wilkinson Sword.

## Bekannte Erfindungen und Entwicklungen

### Nock-Gewehr

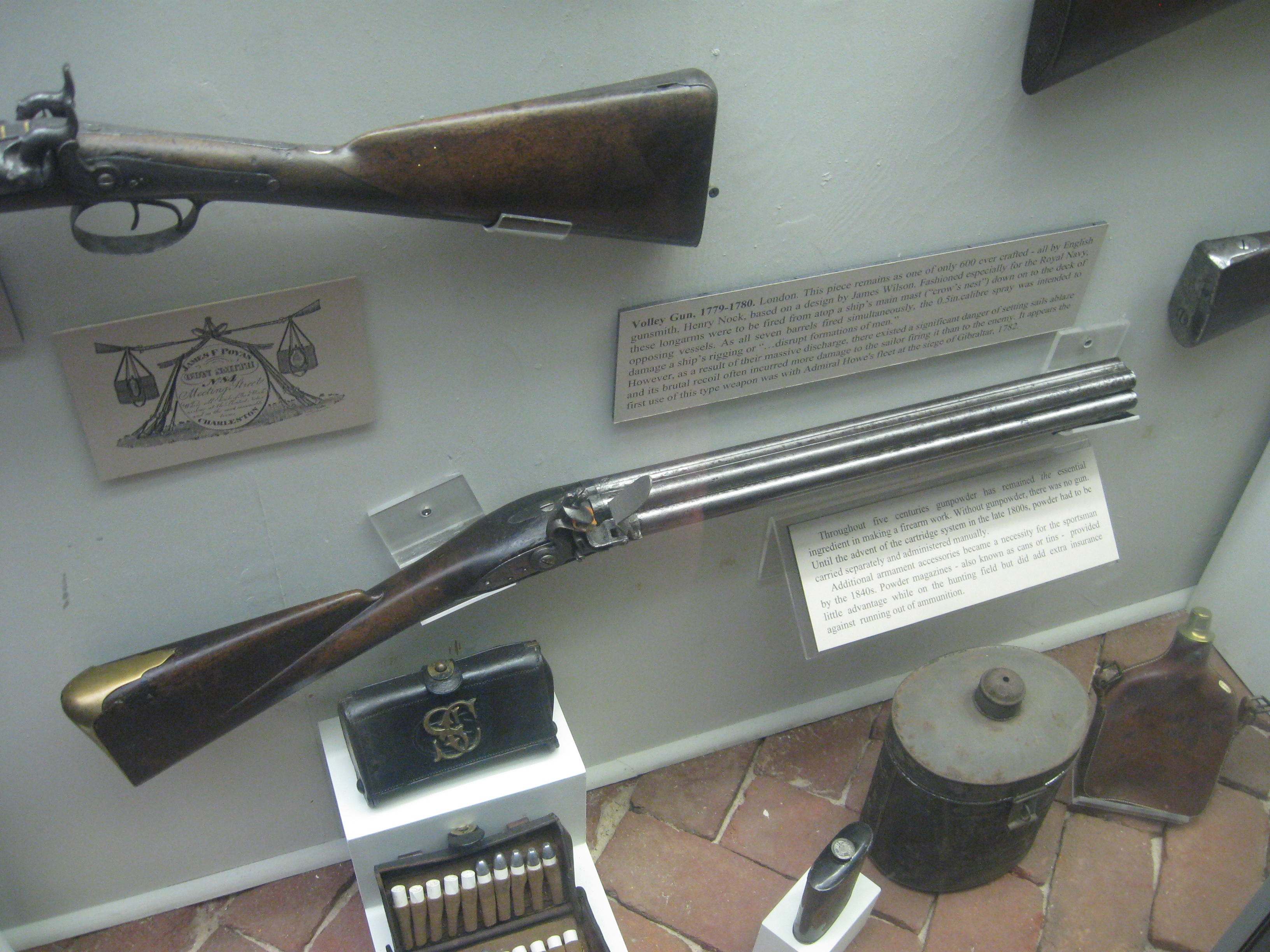

Im Juli 1779 stellte James Willson ein siebenläufiges Salvengewehr dem Bord of Ordnance vor. Da es Henry Nock war, der den Auftrag für die nächsten zwei Gewehre bekam, wird angenommen, dass Nock auch den Prototyp hergestellt hat. Willson wurde ausgezahlt und war an der weiteren Entwicklung nicht mehr beteiligt; das Gewehr wurde deshalb als Nock-Gewehr bekannt. Bis 1788 lieferte er über 600 Stück an das Board of Ordnance.
Nach dem Ende des Amerikanischen Unabhängigkeitskrieges im Jahre 1783 stagnierte das Geschäft mit dem Militär und Nock verkaufte eine unbekannte Anzahl der Waffen an Zivilisten als Sportgewehr.
Auf Grundlage des Nock-Gewehrs baute Nock einen Karabiner mit drehbarem 6-Laufbündel, praktisch einen großen Bündelrevolver. Nock war auch bekannt für seine Bündelrevolver in gewöhnlicher Größe.

### Verdecktes und schraubenloses Schloss
Im Jahre 1775 erwirkte Noch mit seinen Partnern Jover und Green ein Patent über ein verdecktes Schloss (Englisches Patent No. 1095). Das Schloss war so umhüllt, dass es gegen Regen und Wind unempfindlich war und der Zündfunke nicht sichtbar war. Es wurden zwar einige zivile Waffen mit diesem Schloss gebaut, aber der erhoffte Erfolg blieb aus.
Im Mai 1781 entwickelte der Büchsenmacher Jonathan Hennem ein Steinschloss, bei dem die beweglichen Teile anstatt durch Schrauben, durch Federklemmen und Zapfen festgehalten wurden. Nock arbeitete auch an einem neuen Schloss und nahm den schraubenlosen Entwurf des Mathematikers George Bolton auf; möglicherweise arbeitete Nock auch mit Hennem zusammen. Nocks Schloss wurde 1786 vom Militär ausgewählt. Das Schloss nahm Elemente des früheren verdeckten Schlosses auf, war aber näher am konventionellen Schloss. Das Schloss war mit einer Platte umhüllt, so dass der übliche Mechanismus nicht außen befestigt war. Es gab nur eine Feder, die sowohl den Hahn wie auch die Batterie aktivierte. Dies bedeutete auch eine Verringerung der Teile. Bei diesem Schloss befand sich ein großer Teil des Mechanismus geschützt im Schaft hinter der Schlossplatte. Dadurch, dass keine Schrauben verwendet wurden, war eine leichte Öffnung und Reinigung möglich. Obwohl technisch ausgereift und strapazierfähig, setzte sich auch dieses Schloss nicht durch, weil es komplizierter und deswegen teuer herzustellen als konventionelle Schlösser war. Die Produktion des Schlosses erfolgte bereits nach den Prinzipien des Austauschbaus der industriellen Massenproduktion.

### Hinterlader
1787 entwickelte Nock, auf der Grundlage des Crespi-Systems, einen experimentellen Hinterlader mit aufklappbarem Kammerverschluss und sicherte sich das Patent Nr. 1598. Die Waffe wurde vom britischen Militär geprüft, aber nicht eingeführt.

### Patentschwanzschraube

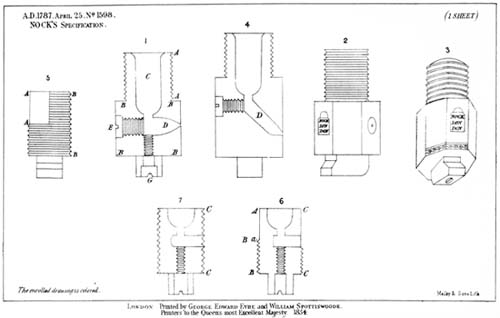

Im Jahre 1787 entwickelte Nock eine neue Schwanzschraube, für die er sich das Patent Nr. 1598 sicherte. Diese Entwicklung wurde als sogenannte Patentschwanzschraube bekannt.
Bis dahin wurde der Funke durch das Zündloch seitlich zur Pulverkammer gezündet. Dies führte zu ungleichmäßiger und langsamer Verbrennung. Nock führte eine Vorkammer, ähnlich einem Kammerdieselmotor, ein und erhielt dadurch eine stärkere und schnellere Zündung in der Hauptkammer. Nocks Erfindung bekam noch mehr Relevanz, als man Anfang des 19. Jahrhunderts schlagempfindliche Substanzen zur Zündung heranzog.
Als Hakenschwanzschraube ausgeführt ließ sich der Lauf leicht abnehmen.

### Duke of Richmond’s Musket (1792)
Der Generalfeldzeugmeister Duke of Richmond versuchte die Infanteriebewaffnung zu modernisieren. Nock konstruierte eine Muskete mit verschiedenen europäischen Ideen und bekam dafür 100 Pfund. Etwa 1000 Stück wurden produziert und nach einer längeren Testphase als neue Standardbewaffnung ausgewählt. Im Dezember 1792 bestellte Großbritannien 10.000 Stück. Die Vorbereitungen für die Herstellung der Waffe bei verschiedenen Büchsenmachern wurden getroffen, jedoch machte der Erste Koalitionskrieg diese Pläne einige Monate später zunichte. Um den großen Bedarf zu decken, wurde stattdessen die Brown Bess in der Version India Pattern produziert. Einige von Nock eingeführte Verbesserungen, wie der veränderte Schaft oder die Laufbefestigung am Schaft, flossen in die spätere Version New Land Pattern ein. 1804 stellte Nock die produzierten Musketen auf ein konventionelles Schloss um. Die meisten dieser Musketen wurden im Towerfeuer von 1841 vernichtet.

### Pistole der Royal Horse Artillery
1793 entwickelte Nock 80 Pistolen mit zwei nebeneinander liegenden Läufen für die Royal Horse Artillery, die berittene Artillerie der British Army. Die Läufe waren 45 cm lang und gezogen; die Waffe hatte zwei Abzüge. Als Pistole war die Waffe kaum beherrschbar, aber mit dem Anschlagschaft ergab sie einen sehr brauchbaren Karabiner.